# Тузди
Тузди́ (каз. Тұзды) — село у складі Бухар-Жирауського району Карагандинської області Казахстану. Адміністративний центр Туздинського сільського округу.
Населення — 769 осіб (2021; 735 у 2009, 1034 у 1999, 1232 у 1989).
Національний склад станом на 1989 рік:
- росіяни — 38 %.

До 2004 року село називалося Новостройка.